# Coborriu de la Llosa
Coborriu de la Llosa es un lugar del municipio español de Lles, perteneciente a la provincia de Lérida, en la comunidad autónoma de Cataluña.

## Toponimia
El lugar puede aparecer referido como «Coborriu de la Llosa» y «Coborriu de Llosa».

## Geografía
El lugar está bañado por el río de la Llosa.

## Historia
Hacia mediados del siglo XIX, el lugar, por entonces con ayuntamiento propio, tenía contabilizada una población de veinticinco habitantes. Aparece descrito en el sexto volumen del Diccionario geográfico-estadístico-histórico de España y sus posesiones de Ultramar de Pascual Madoz con las siguientes palabras:

COBORRIU DE LLOSA: l. con ayunt. en la prov. de Lérida (25 leg.), part. jud y dióc. de Seo de Urgel (5), aud. terr. y c. g. de Cataluña (Barcelona 249: sit. en un valle á la der. del r. Segre, entre las montañas del Pirineo que dividen España, de Francia: le combaten los vientos de E. y N., y el clima frio, produce catarrales. Tiene 12 casas distribuidas en una calle y una pequeña plaza, y la igl. aneja del pueblo de Llés: en el mismo l. se halla el cementerio. Se estiende el térm. de N. á S. 5 leg., y 2 de E. á O.; confinando N. con las montañas de Andorra y Francia (4 1/4); E. con la llamada de Talltendre (1); S. con el térm. de Martinet (1/2), y O. con el de Viliella á igual dist. del anterior: cruza por él á 1/4 de leg. el r. llamado de la Llosa, que nace de las mencionadas montañas de Francia y Andorra, y corriendo de N. á S., despues de 7 leg. de curso con bastante caudal de agua, se reune al Segre, inmediato al pueblo de Martinet; se crian con abundancia esquisitas truchas. A 1/2 leg. del pueblo, á la misma orilla del r. espresado, se halla una mina de cobre en estado de esplotacion, cuyos trabajos estan paralizados por introducirse en ella el agua de una fuente inmediata. En esta jurisd. se encuentran dos casas de campo en el camino que conduce á la montaña de Francia, llamadas Gaponet de la Llosa la una, y Casa España la otra. El terreno flojo y montuoso en su mayor parte, en general es de mala calidad, hallándose en él la montaña que lleva el nombre de la pobl., poblada de algunos pinos y con muchos y escelentes pastos: se crian en algunos prados yérbas de muy buena calidad. caminos: dirigen á Francia por el monte, para Bellver y para la Seo de Urgel, todos en mal estado. La correspondencia se recibe de Bellver por espreso que mandan los interesados dos ó tres veces á la semana. prod.: trigo, patatas y legumbres, siendo la mayor cosecha la del primero; se cria ganado lanar, vacuno y mular, y hay caza de liebres, perdices y cabras monteses. pobl.: 4 vec., 25 alm. cap. imp.: 17,001 rs. contr.: el 14'28 por 100 de esta riqueza.
(Madoz, 1847, p. 495)

El municipio desapareció de cara al censo de 1857 y su término pasó a formar parte del de Lles.

## Patrimonio
Hay en el lugar una iglesia de Santa Lucía y una de San Andrés.